# Аш-Шабаб (Ес-Сіб)
«Аш-Шабаб» (араб. نادي الشباب) — оманський футбольний клуб, що базується в місті Ес-Сіб. Домашні матчі команда проводить на стадіоні «Аль-Сіб», що вміщає близько 14 000 глядачів і є муніципальної власністю.

## Історія
«Аль-Шабаб» був заснований у 2003 році. У Оманській лізі, найвищій в системі футбольних ліг Оману, команда дебютувала в сезоні 2008/09. За підсумками чемпіонату «Аш-Шабаб» посів 6-е місце, в самій середині турнірної таблиці. У наступному році лише 1 очко відокремило клуб від зони вильоту. У сезоні 2010/11 історія майже повторилася: «Аш-Шабаб» посів місце в середині підсумкової таблиці, але всього в 2 пунктах від вильоту в Перший дивізіон.
А протягом чемпіонату 2011/12 «Аш-Шабаб» до останнього туру вів боротьбу за чемпіонство з клубом «Фанджа». «Аль-Шабаб» в підсумку поступився титулом за додатковими показниками. Друге ж місце дозволило клубу дебютувати в міжнародних змаганнях. Так «Аш-Шабаб» взяв участь у Клубному кубку чемпіонів Перської затоки 2012/2013, де зайняв останнє місце в групі. У чемпіонаті країни же клуб повернувся на звичні йому позиції середняка. Лише у сезоні 2017/18 клуб вдруге став віце-чемпіоном країни, а також виграв свій перший трофей — Кубок оманської ліги.

## Історія виступів
| Сезон   | Дивізіон        | Місце | Кубок         |
| ------- | --------------- | ----- | ------------- |
| 2003/04 |                 |       |               |
| 2004/05 |                 |       | 1/16 фіналу   |
| 2005/06 |                 |       | Груповий етап |
| 2006/07 |                 |       | Груповий етап |
| 2007/08 | Перший дивізіон |       | Груповий етап |
| 2008/09 | Оманська ліга   | 6-е   | 1/8 фіналу    |
| 2009/10 | Оманська ліга   | 8-е   | 1/16 фіналу   |
| 2010/11 | Оманська ліга   | 6-е   | 1/4 фіналу    |
| 2011/12 | Оманська ліга   | 2-е   | 1/16 фіналу   |
| 2012/13 | Оманська ліга   | 8-е   | 1/4 фіналу    |
| 2013/14 | Оманська ліга   | 10-е  | 1/8 фіналу    |
| 2014/15 | Оманська ліга   | 10-е  | 1/16 фіналу   |

## Титули
- Володар Кубка Оману: 2024—25
- Володар Суперкубка Оману: 2025
- Володар Кубка оманської ліги: 2017—18

## Спортивний клуб
Спортивний клуб «Аш-Шабаб» також має секції з інших видів спорту: хокей, волейбол, гандбол, баскетбол, бадмінтон і сквош. Вони також мають молодіжну футбольну команду, що змагається в Оманській молодіжній лізі.